# Eupithecia albicans
Eupithecia albicans là một loài bướm đêm trong họ Geometridae.